# Lur
A lur (vagy lúra) bronzkori észak-európai népeknél használt kürtszerű fúvós hangszer, a tölcséres fúvókájú hangszerek közé tartozik. Kanyarulata merészen felfelé hajlik; enyhén kúpos csöve lapos, gazdag díszítésű tölcsérben végződik. Dániából ismertek a legépebb és legszebb lur hangszerek.
Hossza két méternél is több lehet, darabokban, bronzból öntötték. A cső térbeli ívben csavart formájú, többségét szimmetrikus párban találták. fúvókája kúpos vagy csésze alakú. A talált hangszerek nagy része ma is megszólaltatható, a harsonához hasonló hangja van. Használati módját egy ősrégi, normandiai, ma is élő kürtzene-hagyomány alapján rekonstruálták, eszerint a két hangszer egyidőben, folytonosan ugyanazt a négyes- vagy ötöshangzatot írta körül különböző módon, ami a harangzúgáshoz hasonló hatást eredményezett. 
A leghíresebb a Trundholmban és Derbjergben talált bronzkori temetési lelet, napszekérnek elnevezett harci kocsi és számos, lur hangszer. A hangszert a későbbi vikingek által használt, ismeretlen felépítésű harci hangszere alapján nevezték el, eredeti neve ismeretlen. A koppenhágai Városháza mellett magasodó oszlopon a „lurfúvók" viking harcosokat ábrázoló szobra áll.